# American Legion State Forest
American Legion State Forest ist ein State Forest im US-Bundesstaat Connecticut auf dem Gebiet der Gemeinde Barkhamsted. Der Peoples State Forest schließt sich unmittelbar an.

## Geographie
Der American Legion State Forest erstreckt sich westlich des Westarmes des Farmington River, während östlich dieses Flusses der Peoples State Forest liegt. Das Gebiet entlang des romantischen Oberlaufs des Farmington River ist ein gebirgiges Gelände mit beeindruckenden Klippen und vielen Felsen. Landläufig wird das Gebiet auch als Pleasant Valley (Connecticut) bezeichnet. Vom Farmington River (138 m) steigt das Gelände bis auf 335 m über dem Meer an.

## Geschichte
Der State Forest wurde durch Spenden der Veteranenorganisation Amerikanische Legion erworben. Die erste Erwerbung wurde 1927 getätigt und der neueste Teil kam 2004 dazu.
Vom Civilian Conservation Corps wurden verschiedene Straßen und Gebäude, unter anderem das Nature Museum, angelegt, in dem im Sommer verschiedene Bildungsangebote angeboten werden.

## Freizeitaktivitäten
Zu den Freizeitaktivitäten gehört Kanufahren auf dem Farmington River und Wandern auf Wanderwegen, die nach bedeutenden Männern der Forstwirtschaft und der American Legion benannt sind. Zu den American Legion State Forest Trails gehört der Henry Buck and Turkey Vultures Ledges trail und der Henry Ends Trail. Camping-Möglichkeiten gibt es am Austin F. Hawes Memorial Campground am Fluss.

## Fauna
Das große Waldstück bietet selbst für große Tiere genügend Rückzugsmöglichkeiten. So kann man beim Wandern durchaus den amerikanischen Elch, Schwarzbär, Rotluchs und Truthuhn treffen. Ein weiterer charakteristischer Vogel ist der Helmspecht.